# Liste der Bürgermeister von Dronten
Dies ist die Liste der Bürgermeister der Gemeinde Dronten in der niederländischen Provinz Flevoland seit ihrer Gründung am 1. Januar 1972.
| Bürgermeister | Bürgermeister       | Partei | Partei    | Amtszeit  | Anmerkungen               |
| ------------- | ------------------- | ------ | --------- | --------- | ------------------------- |
|               | Eppo van Veldhuizen |        | PvdA      | 1972–1981 | bis 1973 Mitglied der CHU |
| Kees Dekker   | Kees Dekker         |        | CDA       | 1981–1997 | [ 2 ]                     |
|               | Toine Gresel        |        | CDA       | 1997–2004 | [ 3 ]                     |
|               | Bob de Hon          |        | PvdA      | 2004      | kommissarisch             |
| Aat de Jonge  | Aat de Jonge        |        | parteilos | 2004–2018 | bis 2015 Mitglied der CDA |
|               | Ineke Bakker        |        | VVD       | 2018–2019 | kommissarisch             |
|               | Jean Paul Gebben    |        | VVD       | 2019–     | [ 7 ]                     |